# La sombra del águila
La sombra del águila es una novela corta del escritor español Arturo Pérez-Reverte que fue publicada por la editorial Alfaguara en el año 1993.

## Argumento
La narración está basada en hechos reales, aunque las situaciones concretas y los lugares en que se desarrollan los acontecimientos son ficticios.
En el año 1812, en medio de una batalla entre las tropas de Napoleón y el ejército ruso en Sbodonovo, el batallón 326 de infantería del ejército francés que estaba formado por antiguos prisioneros españoles, decidió desertar y pasarse al enemigo. La maniobra fue contemplada por Napoleón desde la cima de una colina cercana y la interpretó erróneamente como un acto de inusitado valor, ordenando una carga de caballería dirigida por Murat en auxilio de los temerarios españoles.
En otro episodio de la guerra, el batallón 326 en retirada, se ve envuelto en los terribles sucesos que tuvieron lugar en el puente del río Berézina bajo el fuego ruso, durante la batalla del Berézina.